# Dysmicoccus jizani
Dysmicoccus jizani är en insektsart som beskrevs av Matile-ferrero 1984. Dysmicoccus jizani ingår i släktet Dysmicoccus och familjen ullsköldlöss.
Artens utbredningsområde är Saudiarabien. Inga underarter finns listade i Catalogue of Life.